# Rivolta del Rampa del 1879
La rivolta del Rampa (detta anche prima rivolta del Rampa per distinguerla dalla sommossa omonima avvenuta nella medesima regione dal 1922-1924), fu una rivolta organizzata dalle tribù indiane della regione del Rampa, nella Vizagapatam Hill Tracts Agency del distretto di Vizagapatam, contro il governo britannico della presidenza di Madras.

## Cause
Il tratto collinare della regione di Vishakhapatanam era abitato da una serie di tribù che da secoli conducevano una vita semi-indipendente da altri governi esterni. Queste tribù parlavano lingue come il Telegu, l'Odia o dialetti tribali e pagavano regolari tributi a uno zamindar o a un mansabdar che era suddito dell'India britannica. L'allora zamindar della regione, figlio illegittimo del suo predecessore, era un tiranno oppressivo che già in precedenza aveva dovuto affrontare piccole rivolte e insurrezioni, ma senza che le cose peggiorassero molto; la presidenza di Madras a ogni modo introdusse una nuova legge che rendeva illegali le tasse intermedie nei territori del British Raj e che imponeva che i tributi dovessero essere versati unicamente al governo inglese. Questo portò a una ribellione su vasta scala dall'inizio del 1879.

## Eventi
La rivolta iniziò nel marzo del 1879 quando le tribù delle colline del Rampa attaccarono le stazioni di polizia di Chodavaram. Ben presto, la rivolta si diffuse a Golconda e nei taluk di Vishagapatam e Bhadrachalam, coinvolgendo così l'intero distretto.
Il governo di Madras rispose inviando diverse compagnie di poliziotti, sei reggimenti di fanteria, uno squadrone di cavalleria, due compagnie di zappatori e minatori e un reggimento di fanteria proveniente dall'esercito dello stato principesco locale di Hyderabad. La rivolta venne schiacciata entro breve tempo e i rivoluzionari catturati vennero inviati al confino nelle isole Andamane.

## Conseguenze
Il governo inglese, dopo la rivolta, adottò a ogni modo misure concilianti contro i rivoltosi, cercando di migliorare le condizioni di vita delle tribù che si erano ribellate.